# Життя і доля (телесеріал)
«Життя і доля» (рос. «Жизнь и судьба») — російський драматичний телесеріал 2012 року режисера Сергія Урсуляка за однойменним романом Василя Гроссмана.

## Синопсис
У серіалі йде розповідь про важкий вибір вченого між наукою, людяністю та необхідності служити державі. Події розгортаються під час Радянсько-німецької війни. Керівництво СРСР поставило перед науковцями задачу створити новітню зброю. Драма вченого-єврея розгортається на тлі драми країни та драми у його родині…

## У ролях
- Сергій Маковецький — фізик-ядерник Віктор Павлович Штрум
- Костянтин Тополага — маршал Олександр Василевський
- Олександр Балуєв — Микола Григорович Кримов
- Анатолій Гущин — Глушков, ординарець
- Поліна Пушкарук — радистка Катя Венгрова
- Костянтин Шелестун — розвідник Василь Клімов
- Ганна Михалкова — Марія Іванівна Соколова
- Сергій Пускепаліс — Іван Іванович Греков, капітан-артилерист
- Ліка Ніфонтова — Людмила Штрум
- Віра Панфілова — Надя Штрум, дочка Штрума